# Dilan Yurdakul
 (octobre 2018).
Si vous disposez d'ouvrages ou d'articles de référence ou si vous connaissez des sites web de qualité traitant du thème abordé ici, merci de compléter l'article en donnant les références utiles à sa vérifiabilité et en les liant à la section « Notes et références ».
Dilan Yurdakul, née le 12 septembre 1991 aux Pays-Bas, est une actrice néerlandaise, d'origine turque.

## Filmographie

### Téléfilms et cinéma
- Depuis 2012 : Goede tijden, slechte tijden :Aysen Baydar
- 2016 : The Passion (nl) : Agent
- 2016 : Hartenstrijd (nl) : Barwoman
- 2018 : Flikken Rotterdam (nl) : Emina